# MINI☆BOX
MINI☆BOX（ミニボックス）は、幼稚園からの仲良し3人組(MOKA・LAO・RIKU)で2002年に結成されたスーパーキッズ・ダンスミュージック・プロジェクト。デビュー時は小学校3年生。所属レーベルはrhythm zone。
EXILEのバックダンサーとして『Choo Choo TRAIN』のPVや、NHK紅白歌合戦、ミュージックステーションなどの出演経験を持つ。

## メンバー

### 結成時
- MOKA - 兵庫県出身。明るい性格で、運動神経は抜群。甘えん坊。
- LAO - 兵庫県出身。泣き虫だけどマイペースな努力家。パワフルでダイナミックな踊りを得意とする。
- RIKU - 兵庫県出身。ひょうきんで人を笑わせるのが好きな阪神タイガースファン。2005年10月を以てグループを卒業。
- MIKU - 兵庫県出身。2004年夏頃脱退。MEIと姉妹で現在二人で「MakeUpSister」というダンスユニットを結成。
- MEI - 兵庫県出身。2004年夏頃脱退。MIKUと姉妹で現在二人で「MakeUpSister」というダンスユニットを結成。

### 新メンバー
- YUKITO - 京都府出身、北海道在住。アクターズスタジオ北海道出身。
- SHION - 北海道出身。アクターズスタジオ北海道出身。
- HIYORI - 兵庫県出身。

## 作品
- 2005年8月21日、amazon.co.jp専売で、DVD「MINI☆BOX」をリリース。
- 2006年1月18日、新メンバーを加えシングル『恋のダイヤル6700』をリリース。フィンガー5のカヴァー。TBS系「サンデージャポン」エンディングテーマ。
- 映画「バックダンサーズ!」（2006年秋公開。出演：平山あや、hiro、ソニン、サエコ）に出演。